# 村上真裕
村上 真裕（むらかみ まさひろ）は、日本の漫画家。関西出身。

## 略歴
1996年に『PHANTOM』でちばてつや賞のヤング部門・第35回で優秀新人賞を受賞。翌1997年に『チキン』（ヤングマガジン増刊赤ブタ）15号でデビュー。

## 作品リスト
- PHANTOM（1996年）※ちばてつや賞・優秀新人賞
- チキン（1997年、ヤングマガジン増刊赤ブタ、講談社）※読み切りデビュー
- チキン（1998年、週刊ヤングマガジン、講談社）※33号から5回集中連載
- チキン（2001年、週刊ヤングマガジン、講談社、全1巻）※17号から11回連載
- パチスロであった全部旨い話Z（2002年-連載中、パチスロパニック7・別冊パチスロパニック7・パニック7ゴールド、白夜書房→ガイドワークス）[2]
- ギリギリセブン（2007年、別冊パチスロパニック7、白夜書房）※9月号・11月号に掲載
- コンドル（2008年-連載中、別冊パチスロパニック7、白夜書房→ガイドワークス）
- パチンコであったちょっとイイ話（2011年-連載中、漫画パチンカーオリジナル、白夜書房→ガイドワークス）